# Tỳ bà hành
"Tỳ bà hành" (tiếng Trung: 琵琶行; bính âm: Pípá xíng) là một bài thơ dài 616 chữ thuộc thể loại thất ngôn trường thiên của Bạch Cư Dị, một trong những thi nhân nổi tiếng nhất trong lịch sử Trung Quốc sống vào thời nhà Đường. Bài thơ được sáng tác vào năm Nguyên Hòa thứ 11 đời Đường Hiến Tông (tức năm 816).
Thông qua việc miêu tả kỹ nghệ tấu đàn cao siêu cùng cuộc đời truân chuyên của người con gái ca kĩ Đàn tỳ bà, bài thơ đã phơi trần sự mục nát của quan lại trong xã hội phong kiến, sự suy thoái về sinh kế của nhân dân và sự chôn vùi của tài năng. Bài thơ biểu đạt sự đồng tình và lòng cảm thương sâu sắc của thi nhân đối với người con gái chơi tỳ bà, nhưng cũng đồng thời biểu đạt tâm trạng phẫn uất của ông khi bị giáng chức. Tác giả đã đưa số phận một nữ nghệ nhân tỳ bà thuộc tầng lớp dưới trong xã hội phong kiến ra để bàn chung cùng số phận một phần tử trí thức chính trực bị chèn ép, khiến chúng bổ sung, soi sáng cho nhau, lại miêu tả sinh động tinh tế đến dường ấy và gửi gắm vào đấy sự đồng tình vô hạn, đó là điều hiếm thấy trong thi ca trước đó.
Tại Việt Nam, bài thơ được biết đến thông qua bản diễn nôm "Tỳ Bà hành diễn âm khúc" của Phan Huy Thực. Bản dịch này tuy áp dụng thể thơ "song thất lục bát" nhưng vẫn giữ nguyên số chữ như nguyên văn tác phẩm, được đánh giá là một trong những tuyệt tác dịch thuật của nền văn học Việt Nam.

## Bối cảnh sáng tác
Vào tháng 6 năm Nguyên Hòa thứ 10 (815), các thế lực phiên trấn nhà Đường phái thích khách đến đường phố Trường An ám sát tể tướng Võ Nguyên Hoành và làm trọng thương Trung thừa ngự sử Bùi Độ, khiến triều chính trở nên hỗn loạn. Các thế lực phiên trấn lại tiến tiếp một bước, đưa ra yêu cầu bãi miễn Bùi Độ, mới có thể dẹp an ý đồ phản trắc của họ. Bạch Cư Dị dâng tấu chương yêu cầu Đường Hiến Tông phải nghiêm trị hung thủ, khiến ông bị nghi ngờ "vượt quá quyền hạn của mình". Bạch Cư Dị vốn xưa nay thường làm thơ phúng dụ, đắc tội với nhiều nhân vật quyền quý trong triều nên những người này nhân cơ hội này đày ông đi làm Tư mã ở Giang Châu. Chức vụ Tư mã là trợ thủ của các quan Thứ sử. Vào thời trung kỳ nhà Đường, chức vụ này thường được sắp xếp cho các quan viên "phạm tội" – một kiểu loại bỏ kẻ thù chính trị trá hình. Sự cố này đã ảnh hưởng lớn đến Bạch Cư Dị và đó là một bước ngoặt trong cách suy nghĩ của ông. Kể từ thời điểm này, tinh thần đấu tranh xưa kia của ông đã dần dần trở nên phai nhạt và những cảm xúc tiêu cực dần dâng trào. Mùa thu năm Nguyên Hòa thứ 11 (816), Bạch Cư Dị lúc này đã bị giáng chức làm Tư mã ở Giang Châu đã 2 năm, trong lúc đêm tối tiễn biệt khách bên sông Tầm Dương, ông tình cờ nghe thấy tiếng đàn tỳ bà lúc thánh thót văng vẳng, lúc biến hóa lâm ly, lúc dạt dào xúc động xao xuyến, lúc ngưng bặt luyến tiếc phát ra từ một chiếc thuyền lơ lửng trôi gần đó. Ông đáp thuyền và phát hiện ra tiếng đàn được chơi bởi một người ca nữ với một thân phận chìm nổi, truân chuyên. Đồng cảm với cảnh ngộ của người kỹ nữ, ngẫm đến sự nghiệp long đong của mình, ông đã viết Tỳ bà hành, mô tả tiếng đàn để qua đó nói lên tâm trạng u uất, sầu thương, buồn thảm của kiếp người trong thời buổi bất an.

## Nội dung

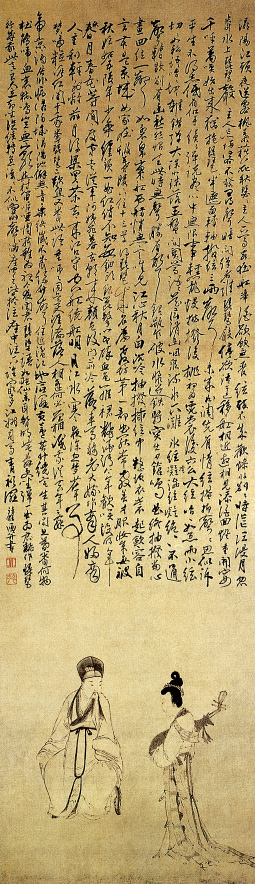
Tỳ bà hành đồ (琵琶行圖) của Quách Hủ đời nhà Minh

Tỳ bà hành có thể được chia ra làm ba đoạn. Từ đầu bài đến khúc "Thuyền mảng đông tây lặng im, không một tiếng nói; Chỉ thấy vầng trăng thu rọi sáng giữa sông" là đoạn thứ nhất, thuật lại cuộc gặp gỡ tình cờ với người con gái chơi tỳ bà và những kỹ năng tấu đàn tuyệt hảo của nàng. Nhà thơ tiễn khách ở đầu sông, gió thu đìu hiu một cách sầu não. Chủ khách nói lời chia tay, rượu không làm cho họ vui vẻ, trên thực tế, mượn rượu để giải sầu chỉ khiến họ càng sầu thêm. Vào giờ khắc đó, tiếng đàn tỳ bà văng vẳng đâu đây một cách mơ hồ khiến chủ và khách bị thu hút. Từ việc miêu tả bằng hữu nói lời tạm biệt đến việc khơi gợi âm thanh đàn tỳ bà cùng người chơi nó, sự chuyển giao là vô cùng tự nhiên và khéo léo. Đồng thời, nó cũng làm nổi bật kỹ thuật biểu diễn phi thường của người nghệ nhân và sự xuất hiện của nàng ấy: "Tiếng tỳ bà im bặt, muốn nói mà còn [ngại ngùng] trì hoãn" – chữ "trì hoãn" hay "trì" (遲) biểu hiện sự do dự không quyết của nghệ nhân tỳ bà, hình như mang trong mình nỗi khổ âm thầm; rồi đến câu "Gọi đến ngàn lần vạn lần mới bước ra, tay ôm tỳ bà che khuất nửa gương mặt" miêu tả dáng vẻ xấu hổ của người con gái một cách sinh động, khéo léo, trở thành một câu nói được lưu truyền thiên cổ. Đồng thời, nó cũng ngụ ý rằng nàng là một nghệ nhân dãi dầu sương gió, đã từng gặp nhiều gặp trắc trở bất hạnh. Quả nhiên, sau khi điều chỉnh dây đàn để thử nhiều lần, "dây nào cũng nghẹn ngào, tiếng nào cũng có, bày tỏ nỗi bất đắc chí trong cuộc đời", dây đàn âm thanh trầm thấp, dường như người chơi cố tình che giấu và kìm nén cảm xúc ngột ngạt bên trong của mình. Mỗi cái dây cung đều phát ra âm thanh sâu lắng và u uất, mọi âm thanh đều chứa đựng nỗi ai oán vô hạn. Những ca từ này sẽ mở đường cho việc mô tả trải nghiệm cuộc đời bất hạnh của nghệ nhân tỳ bà.
Bài thơ mở đầu bằng việc người con gái thử đàn, từng bước dẫn dắt người đọc hòa vào tình cảnh ưu mỹ của khúc nhạc. Kỹ nghệ của nàng tinh xảo thần diệu, bằng hai câu "Hạ thấp lông mày cứ gảy cứ gảy mãi, giãi bày hết tâm sự vô cùng hạn", nhà thơ đã mô tả kỹ thuật thành thạo của cô gái. Bởi vì được tập luyện nghiêm chỉnh, mà cô gái hoàn toàn hòa mình vào với nhịp điệu, kỹ năng tấu đàn có thể được mô tả là hoàn hảo. Nhà thơ sau đó sử dụng các phép ẩn dụ phức tạp, mạch lạc, phù hợp và đẹp đẽ để mô tả sinh động vẻ đẹp của âm thanh và những thay đổi trong nhịp điệu đàn tỳ bà. "Ào ào như mưa rào", "nỉ non như tỉ tê chuyện riêng", "hạt châu [...] rắc vào trong mân ngọc", "chim oanh giọng [líu lo] qua lại trong hoa", là một loạt những ẩn dụ tinh tế dường như khiến người đọc đắm chìm vào tác phẩm. Về phần tiếng nhạc trầm ngừng như "suối nước bỗng lạnh đông" rồi bước vào cao trào như "tiếng nước bắn tung ra khỏi thành bình bạc vị phá vỡ", như "đoàn quân thiết kỵ ào ào đến" và âm thanh ở cuối khúc nhạc "vang lên [...] như lụa xé", là những câu thơ ví von lạ lùng, trong đó "hạt châu lớn hạt châu nhỏ rắc vào trong mân ngọc" không chỉ khiến mọi người thấy được sự rõ nét của âm thanh mà còn cảm giác được tiếng nhạc mượt mà như ngọc châu. Kết thúc phân đoạn này là câu thơ "thuyền mảng đông tây lặng im, không một tiếng nói; chỉ thấy vầng trăng thu rọi sáng giữa sông", giải thích hiệu ứng chuyển động của âm thanh và khiến mọi người say sưa trong bầu không khí nghệ thuật được tạo ra bởi âm thanh đàn tỳ bà.

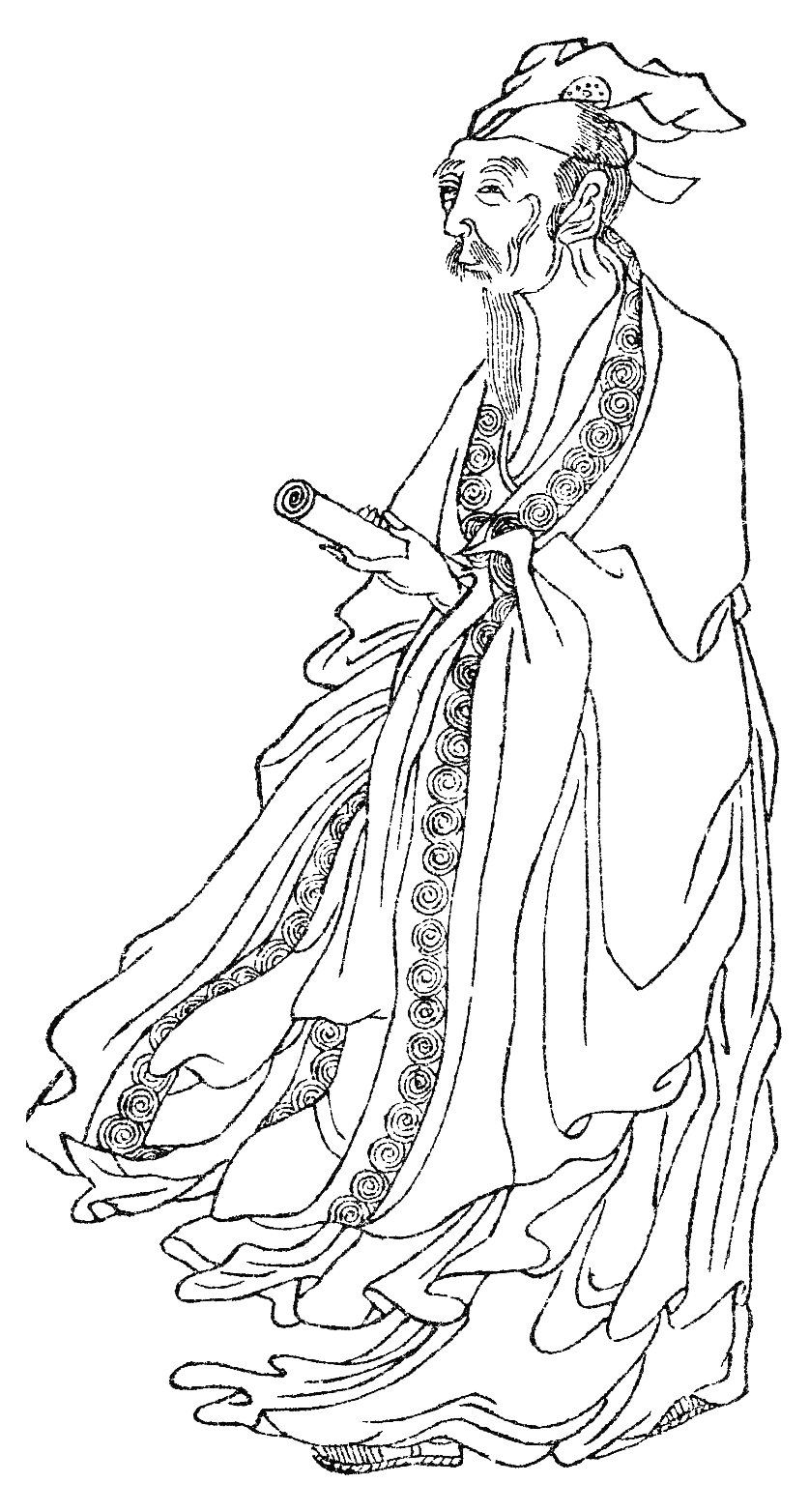
Chân dung Bạch Cư Dị

Đoạn thứ hai bắt đầu từ "nàng trầm ngâm gỡ phím, cài vào giữa các dây đàn; sửa gọn xiêm áo lại, đứng dậy chỉnh vẻ mặt" và kết thúc ở "đến khuya bỗng mộng thấy lại thời trẻ trung; trong mộng thấy khóc nhoè má hồng phấn son", trong đó người nghệ nhân than vãn về những trải nghiệm cay đắng và nỗi bất hạnh hiện tại của mình. Đánh giá từ câu chuyện của người con gái, nàng đã từng là một nghệ nhân tài sắc vẹn toàn. Lúc tuổi còn trẻ, các công tử phú quý ở Ngũ Lăng tranh nhau tặng quà cho nàng. Vào thời điểm đó, nàng trên đầu đeo vành lược bạc, cành trâm vàng, dùng tay gõ nhịp khi hát và nhảy, thân trên tương ứng rung động, đồ trang sức có khi rơi xuống đất mà vỡ tan; hoặc mặc quần lụa màu huyết dụ, ngày ngày cùng các chàng trai trẻ vừa ăn vừa cười, để rượu đổ ra làm hoen ố quần áo, cũng không cảm thấy qua đáng tiếc. Xuân hoa thu nguyệt, ngày tốt cảnh đẹp, cứ như vậy mà trôi qua, năm này qua năm khác, nhưng vinh quang dễ qua đi, ngoại hình dễ già đi – một nghệ sĩ già và mờ nhạt chẳng còn thu hút được ai. "Thưa thớt đi ngựa xe" là một bức chân dung khắc họa những năm cuối đời của nhiều nghệ nhân ca múa, trong đó có người con gái chơi tỳ bà, dưới thời kỳ phong kiến. Vì vậy, cuối cùng mà nàng "cũng có tuổi rồi mới làm vợ người lái buôn" và ký thác phần còn lại của cuộc đời nàng vào người thương gia. Tuy nhiên, một nghệ nhân già đã đánh mất hoa dung nguyệt mạo há có thể trói buộc trái tim của một thương nhân coi trọng lợi nhuận và coi thường tình yêu. Kết quả là, "người lái buôn chỉ tham lợi, coi thường biệt ly", người đàn ông rời khỏi nhà để lo chuyện, để người phụ nữ ở lại một mình trong phòng khuê trống rỗng, một lần nữa trở thành kết thúc không thể tránh khỏi của họ. Nàng muốn kết hôn với ai đó để tìm một mái ấm và mong muốn được an ủi tâm hồn lại một lần nữa. Nhà thơ kết thúc phân đoạn này bằng "đến khuya bỗng mộng thấy lại thời trẻ trung; trong mộng thấy khóc nhoè má hồng phấn son", ban ngày nếu có chút suy nghĩ, về đêm sẽ mơ về cái đó. Cái gọi là "giấc mơ bất chợt" không phải là ngẫu nhiên. "Khóc trong mộng" cũng là sự tái hiện những cảm xúc hàng ngày. Nhớ lại những sự kiện cay đắng trong quá khứ, đối mặt với trải nghiệm đau đớn hiện tại, nàng không khỏi nước mắt tuôn đầy mặt, "ướt nhoè má hồng phấn son".
Đoạn cuối của bài thơ khi miêu tả về sự chán nản của người ca nữ, Bạch Cư Dị đã liên tưởng về nỗi khổ của chính mình. Nhà thơ cùng người ca nữ đều là những "kẻ luân lạc ở chốn chân trời", cả hai đều sở hữu những kỹ năng đặc biệt và tài hoa phi phàm, nhưng lại bị đãi ngộ bất công và bị hệ thống phong kiến bỏ rơi và bóp nghẹt. Bài thơ đã thổ lộ một cách mãnh liệt sự đau buồn và phẫn nộ của nhà thơ trước sự hạ bệ đáng tiếc của bản thân và những khát vọng không được đáp lại. "Cùng là kẻ luân lạc ở chốn chân trời; gặp gỡ nhau đây hà tất đã từng quen biết" được nêu trong lời tựa của tác giả. Những nội dung triết học hấp dẫn chứa bên trong, đã được truyền tụng trong hàng ngàn năm. "Ở nơi đây sáng chiều nghe được những gì; có tiếng cuốc khóc ra máu và tiếng vượn hú bi ai", hai hình ảnh chim cuốc gáy ra máu và vượn hú bi ai, tức cảnh sinh tình, cho thấy nỗi nhớ quê hương của nhà thơ khi sống nơi đất khách quê người. Khi người ca nữ tấu đàn lần thứ hai, nhà thơ đã không kìm được nước mắt, khóc "ướt đẫm vạt áo xanh". Cái gọi là "hết những người trong tiệc nghe lại đều che mặt khóc" miêu tả âm thanh làm lay động lòng người, một miêu tả chi tiết về màn diễn tấu của người ca nữ ở phân đoạn thứ hai, mà "Tư mã Giang Châu ướt đẫm vạt áo xanh", cho thấy tác giả cũng chính là người đã khóc nhiều nhất, đồng cảm cùng "kẻ luân lạc ở chốn chân trời". Từ nỗi bất hạnh của người ca nữ, tác giả đã cảm nhận được nỗi đau bị giáng chức của bản thân, ông khóc cho cuộc đời bất hạnh của người khác nhưng cũng khóc cho sự khó khăn trong khát vọng của bản thân.